# Chlorocypha selysi
Chlorocypha selysi – gatunek ważki z rodziny Chlorocyphidae.